# 克拉姆尤寧鎮區 (密歇根州)
克拉姆尤寧鎮區（英語：Clam Union Township）是位於美國密歇根州米索基縣的一個行政鎮區。

## 地方資料
克拉姆尤寧鎮區的面積為93.24平方千米，當中陸地面積為92.18平方千米，而水域面積為1.06平方千米。根據2020年美國人口普查的數據，當地共有人口907人，而人口密度為每平方千米9.73人。